# مصباح السنه

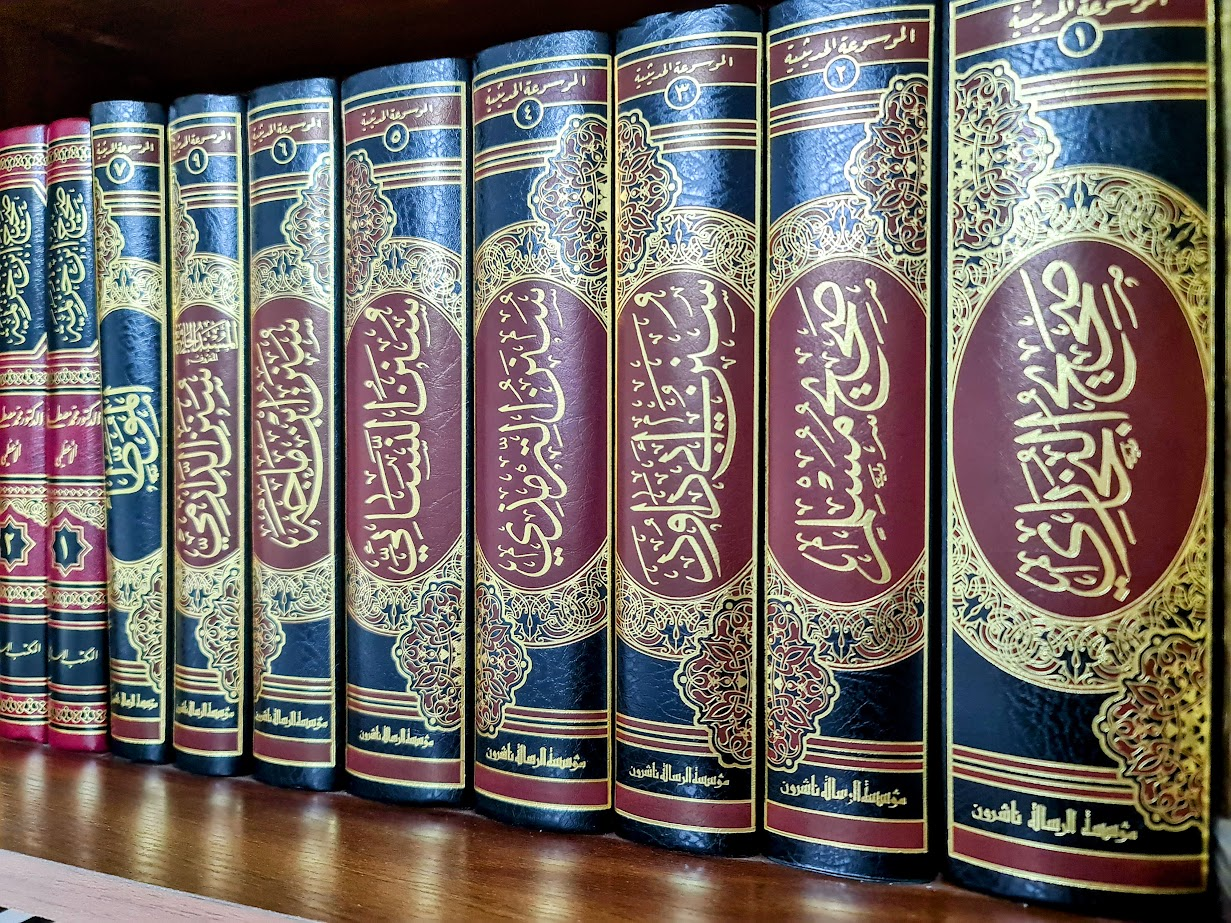
کتاب مصباح السنه

مصباح السنه نام کتاب تفسیری از عالم ایرانی اهل سنت شافعی مذهب حسین بن مسعود بغوی است.